# スペースオズの冒険
『スペースオズの冒険』（スペースオズのぼうけん）は、1992年10月5日から1993年4月5日までテレビ東京系列局で放送されていた、『オズの魔法使い』をもとにしたテレビアニメである。テレビ東京とエノキフイルムの共同製作。全26話。放送時間は毎週月曜 19時00分 - 19時30分（日本標準時）。

## あらすじ
2060年。太陽が3つある殖民星ニューカンサスに住む8歳の少女ドロシーは、千年に一度起こる3つの太陽の直列現象から避難する最中、はぐれた飼い犬を探して古びた宇宙船に入り込んでしまう。やむなく宇宙船で宇宙へ緊急避難したところ、太陽直列で発生した強力な重力場の歪みに巻き込まれ、別の宇宙へと飛ばされてしまう。
ペットの犬トト、召使いロボットのチョッパーに加え、たどり着いた星で出会った人型植物宇宙人のプランティー、ライオン型宇宙人ビースティ、生意気な少年モジーを仲間にしたドロシー。故郷に帰るため、新たに手に入れた宇宙船レインボーロード号で、超パワーを秘めたレインボークリスタルを求める冒険の旅に出ることになる。

## 登場人物

### メインキャラクター
ドロシー
声 - 國府田マリ子
バギーを乗りこなす活発な少女。故郷へ戻るため、なんでも望みがかなうというレインボークリスタルを探す旅に出る。
モジー
声 - 松井摩味（現 摩味）
ドクターオズの息子。始めは身勝手でわがままな一面も見せたが、徐々にドロシーと打ち解ける。
チョッパー
声 - 竹村拓
ドロシーの家の召使いロボット。オズの魔法使いにおける「心の無いブリキの木こり」。
プランティー
声 - 塩屋浩三
人間型の植物宇宙人。オズの魔法使いにおける「脳の無いカカシ」。
ビースティ
声 - 掛川裕彦
直立したライオンのような姿をした獣人タイプの宇宙人。オズの魔法使いにおける「臆病なライオン」。
トト
声 - 鈴木勝美
ドロシーの飼い犬。

### メインキャラクターの家族
ヘンリーおじさん
声 - 岡和男
ドロシーのおじ。ニューカンサスでドロシー、エミリーおばさん、チョッパーと暮らしていた。
エミリーおばさん
声 - さとうあい
ドロシーのおば。
ドクターオズ
声 - 村越伊知郎
科学者でモジーの父。レインボークリスタルに危機が迫っていることをモジーに伝える通信を送る。乗っていた宇宙船の残骸だけが発見され、死亡したと思われていたが、生存しており後にモジーと再会する。

### 悪の軍団
グルーミルダ
声 - 上村典子
レインボークリスタルを狙う悪の魔女。配下の宇宙軍を使いオズ軍を攻撃していた。レインボークリスタルをめぐってドロシーの前に幾度となく立ちはだかる。
アルヘリヒト
声 - 稲葉実
カエルのような姿をした初老の男性型宇宙人。グルーミルダの側近だが、彼女のわがままに振り回されて辟易している。
西の魔女
声 - 佐久間なつみ
グルーミルダの母親。グルーミルダのペンダントに宿っており、娘にたびたび指示を与えていた。後にレインボークリスタルの力で復活する。

### その他
オズ
声 - 飯塚昭三
オズ軍に迎えられたドロシーたちの前に現れる。ドロシーたち4人を手のひらに乗せられるほど巨大な姿をしており、ドロシーたちの願いをかなえてやると豪語するが、正体はモジーが操作していた顔と手だけの機械で、トトによってあっさりばれてしまった。
オズ軍将軍
声 - 鈴木勝美
グルーミルダにあわや全滅させられるところだったが、ドロシーたちが吸い込まれた超重力場の放出にグルーミルダ軍が巻き込まれたおかげで助かる。
ラクドー
声 - 辻村真人
オガタン
声 - 愛河里花子

## 日本国外放送版
アメリカでは『THE GALAXY ADVENTURES OF OZ』のタイトルで、序盤と終盤のエピソードを中心に76分に編集し英語吹き替えされたものが単発アニメーションとして放送された。この単発バージョンは後に『The Wonderful Galaxy of Oz』のタイトルでDVDソフト化されている。
メキシコで放送されたスペイン語バージョン、イタリアで放送されたイタリア語バージョンも存在する。

## スタッフ
- 総監督・シリーズ構成 - 吉川惣司
- シリーズディレクター・キャラクターデザイン - 奥村吉昭
- 美術監督 - 長尾仁
- 音楽 - 勝又隆一、S.E.N.S.
- 音響監督 - 藤野貞義
- プロデューサー - 清水睦夫（テレビ東京）、萩原攷司、北澤幸子
- アニメーション制作 - E&G FILMS
- 製作 - テレビ東京、エノキフイルム

## 主題歌
オープニングテーマは南青山少女歌劇団2ndシングル（1992年11月26日ファンハウス発売）および1stアルバム「START」（1992年12月2日ファンハウス発売）に収録。エンディングテーマは森川由加里13thシングル（1992年11月26日発売）および4thアルバム「REFASHION」（1994年2月2日ファンハウス発売）に収録。
S.E.N.S.の担当したオリジナルサウンドトラックには収録されていない（インストゥルメンタルアレンジのみ収録）。
オープニングテーマ
「夢の冒険へ」
作詞 - 健庭美子 / 作曲 - 深浦昭彦 / 編曲 - 岩﨑元是 / 歌 - 南青山少女歌劇団
エンディングテーマ
「光の旅人」
作詞 - 藤田千章 / 作曲 - 鈴木雄大 / 編曲 - 山川恵津子 / 歌 - 森川由加里

## 各話リスト
| 話 | サブタイトル                    | 脚本                  | 絵コンテ          | 演出       | 作画監督        |
| -- | ------------------------------- | --------------------- | ----------------- | ---------- | --------------- |
| 1  | ドロシー オズワールドに漂流する | 吉川惣司              | 金澤勝眞          | 金澤勝眞   | 服部一郎 上條修 |
| 2  | オズ大王のイガイな秘密          | 吉川惣司              | 鈴野貴一          | 鈴野貴一   | 菊池城二        |
| 3  | クリスタル帝国の謎              | 吉川惣司              | 横田和            | 横田和     | 馬場俊子        |
| 4  | 世界一の臆病ヒーロー            | 吉川惣司              | 佐藤真人          | 佐藤真人   | 河村明夫        |
| 5  | マンガブーの眠り姫              | 吉川惣司              | 鈴木敏明          | 鈴木敏明   | 菊池城二        |
| 6  | チョッパーのハート              | 吉川惣司              | 日下部光雄        | 岡崎ゆきお | 服部一郎        |
| 7  | ファッションはおまかせ!         | 吉川惣司              | 阿宮正和          | 阿宮正和   | 森中正春        |
| 8  | ベビーシッタークライシス        | 吉川惣司              | 鈴野貴一          | 鈴野貴一   | 新井豊          |
| 9  | 岩男ヤボーとの約束              | 吉川惣司              | 横田和            | 久志秀彰   | 馬場俊子        |
| 10 | スクラッパーのスクラピア        | 吉川惣司              | 岡崎ゆきお        | 岡崎ゆきお | 小林一三        |
| 11 | カー惑星のグランプリ            | 吉川惣司              | 横田和            | 渡辺健一郎 | 菊池城二        |
| 12 | ドロシーのサンタクロース        | 吉川惣司              | 佐藤真人          | 佐藤真人   | 河村明夫        |
| 13 | チョッパーの心の恋人            | 大町繁                | 横田和            | 横田和     | 森中正春        |
| 14 | ゲーム惑星からの脱出            | 吉川惣司              | 久米一成          | 吉田健次郎 | 小林ゆかり      |
| 15 | 恐怖のバースデイ                | 吉川惣司              | 奥田誠治          | 鈴木卓夫   | 小山善孝        |
| 16 | 水惑星救出大作戦                | ラリー・パー 吉川惣司 | 岡崎ゆきお        | 岡崎ゆきお | 服部一郎        |
| 17 | おもちゃの国の戦争              | ラリー・パー 吉川惣司 | 奥田誠治          | 酒井伸次   | 小泉謙三        |
| 18 | 怪物まめでパニック              | 星川泰子              | 鈴木卓夫 阿宮正和 | 岡崎ゆきお | 小林一三        |
| 19 | レジャーランドは大にぎわい      | ラリー・パー 吉川惣司 | 奥田誠治          | 鈴木卓夫   | 河合静男        |
| 20 | パパと守った星                  | 松岡清治              | 岡崎ゆきお        | 岡崎ゆきお | 服部一郎        |
| 21 | キャプテン・ガロの伝説          | 水出弘一              | 橋本伊央汰        | 吉田健次郎 | 小林ゆかり      |
| 22 | アルヘリヒト故郷に帰る          | 吉川惣司              | 佐藤真人          | 酒井伸次   | 志村隆行        |
| 23 | 映画スター・グルーミルダ        | 大西一久              | 則座誠            | 則座誠     | 小林一三        |
| 24 | ドクター・オズとのめぐりあい    | 松岡清治              | 岡崎ゆきお        | 岡崎ゆきお | 河合静男        |
| 25 | 西の魔女の復活                  | 吉川惣司              | 佐藤真人          | 酒井伸次   | 小林一三        |
| 26 | レインボークリスタルの奇跡      | 吉川惣司              | 吉川惣司          | 岡崎ゆきお | 奥村吉昭        |

## 放送局
| 放送期間（または、放送体制） | 放送時間           | 放送局         | 対象地域       | 備考            |
| ---------------------------- | ------------------ | -------------- | -------------- | --------------- |
| 1992年10月5日 - 1993年4月5日 | 月曜 19:00 - 19:30 | テレビ東京     | 関東広域圏     | 製作局          |
|                              |                    | テレビ北海道   | 北海道         |                 |
|                              |                    | テレビ愛知     | 愛知県         |                 |
|                              |                    | テレビ大阪     | 大阪府         |                 |
|                              |                    | テレビせとうち | 岡山県・香川県 |                 |
|                              |                    | TXN九州        | 福岡県         | 現・TVQ九州放送 |
| 遅れネット                   | 火曜 16:00 - 16:30 | テレビ岩手     | 岩手県         | 日本テレビ系列  |
|                              | 火曜 16:25 - 16:55 | テレビ山梨     | 山梨県         | TBS系列         |
|                              | 火曜 16:00 - 16:30 | 長野放送       | 長野県         | フジテレビ系列  |
|                              | 金曜 16:25 - 16:55 | 岐阜放送       | 岐阜県         | 独立局          |
|                              | 日曜 17:30 - 18:00 | 奈良テレビ     | 奈良県         | 独立局          |